# Mayte Navarrete
Mayte Navarrete (La Línea de la Concepción, Cádiz) es una actriz española, nacida el 5 de enero de 1970.

## Biografía
Comenzó su andadura artística como bailarina en El último tranvía, revista musical protagonizada por Lina Morgan, para pasar después a los espectáculos musicales de Raphael.
En 1992 fue fichada por Chicho Ibáñez Serrador para ser azafata del programa Un, dos, tres... responda otra vez, donde en la temporada siguiente fue contable junto a Diana Lázaro. Adquirió cierta fama por ser muy simpática con su célebre frase "El señor Ibáñez Serrador, que me quiere muchísimo" y por su parecido con Carmen Martínez Bordiu.
Pasada su etapa en el programa, intervino en diferentes series de TV como Compuesta y sin novio con Lina Morgan, Casa para dos con Esperanza Roy y Juanjo Menéndez, Hermanos de leche con José Coronado y Juan Echanove y Médico de familia con Emilio Aragón y Lydia Bosch.
También protagonizó algunas de las revistas musicales dirigidas por José Luis Moreno para TVE como Doña Mariquita de mi corazón con María José Nieto y Agustín Bravo, Las alegres cazadoras, Yola y Cómo están las mujeres con Carlos Lozano y María Abradelo.
- Datos: Q6007770